# Riu Gualeguaychú
El riu Gualeguaychú és un curs d'aigua de província d'Entre Ríos, Argentina. Neix al centre-est d'aquesta província, al Departament de Colón, i fluiex vers el sud, passant per les ciutats de Gualeguaychú, desembocant al Riu Uruguai.

## Enllaços externs

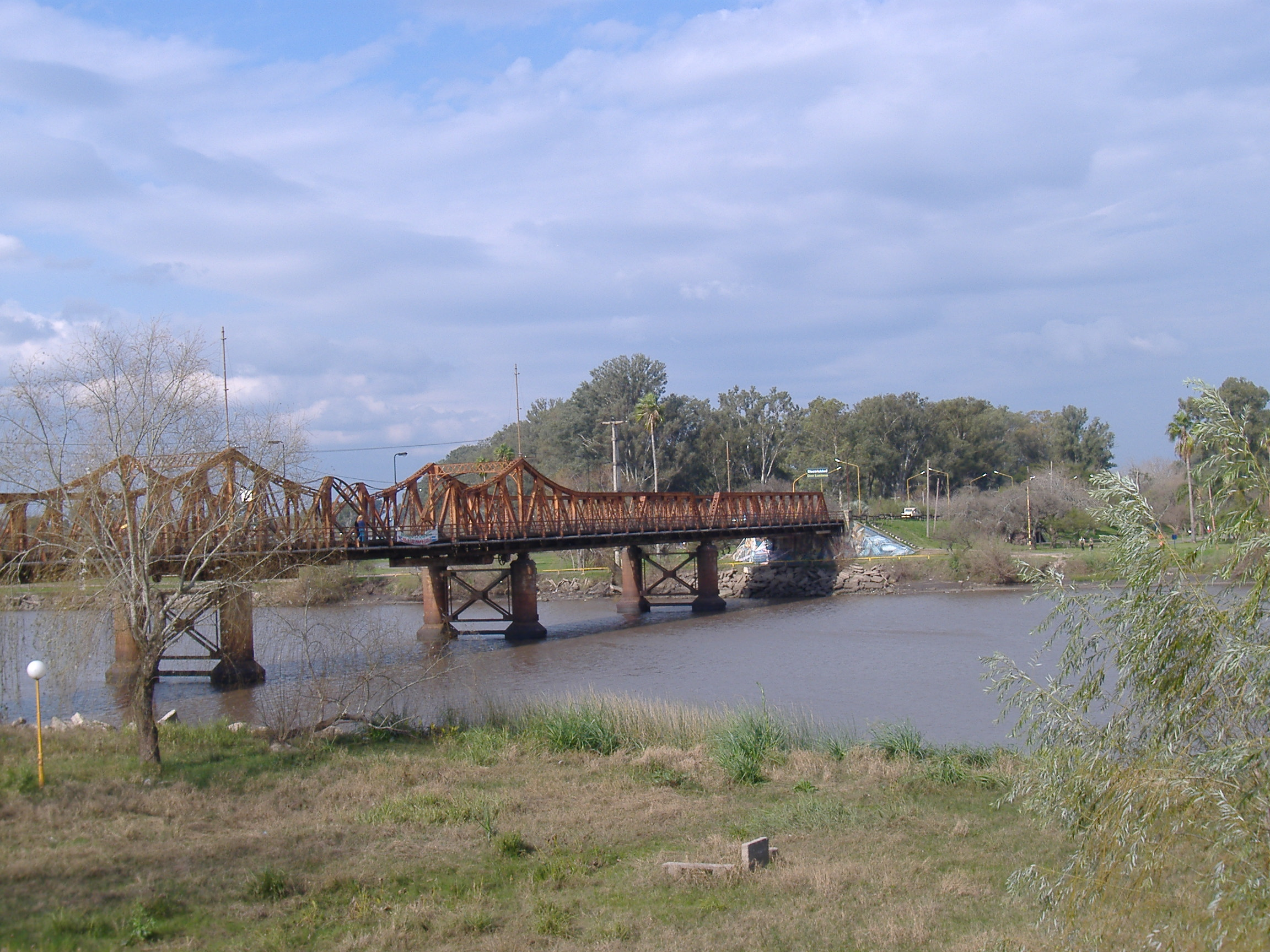
Pont de ferro, a la ciutat homònima